# Don't Play Nice
Don't Play Nice è il singolo di debutto della cantante britannica Natalia Kills, pubblicato con lo pseudonimo di Verbalicious. Il singolo è stato pubblicato nel 2005 dall'etichetta dance All Around the World Productions e ha raggiunto la #11 nel Regno Unito. Il brano appare anche nella colonna sonora del film Baciati dalla sfortuna.

## Tracce
- Download digitale

1. "Don't Play Nice" (Original Edit) – 2:51

- CD singolo

1. "Don't Play Nice" (Original Edit)
2. "Don't Play Nice" (Random Radio Mix)
3. "Don't Play Nice" (Mowgli Club Rub)
4. "Hey Boy"
5. "Don't Play Nice" (Video)

## Classifiche
| Classifica (2005) | Posizione |
| ----------------- | --------- |
| Regno Unito       | 11        |